# 1996년 선댄스 영화제
제12회 선댄스 영화제는 1996년 1월 18일에 열린 시상식이다.

## 수상 및 후보

### 심사위원대상(미국 드라마)
- 인형의 집으로 오세요 - 토드 솔론즈 수상
- 밴드웨곤 - 존 슐츠
- 빅 나이트 - 스탠리 투치 외 1인
- 시티즌 루스 - 알렉산더 페인
- 컬러 오브 어 브리스크 앤 리핑 데이 - 크리스토퍼 먼치
- Darien Gap, The - 브래드 앤더슨
- Eden - Howard Goldberg
- 성도착증 여자 - 수잔 스트레잇필드
- Follow Me Home - Peter Bratt
- 프리웨이 - 매튜 브라이트
- 걸스 타운 - 짐 맥케이
- God's Lonely Man - 프랭크 본 제넥
- 나는 앤디 워홀을 쏘았다 - 메리 해론
- Keeper, The - Joe Brewster
- Late Bloomers - Julia Dyer 외 1인
- 스핏파이어 그릴 - 리 데이빗 즐로토프
- 워킹 앤 토킹 - 니콜 홀로프세너
- 세상의 모든 사랑 - 댄 아일랜드

### 심사위원대상(미국 다큐멘터리)
- 아메리칸 익스피어런스 - 트러블썸 크릭 - 진 조던 수상
- American Experience, The - 토마스 레논
- American Masters - Karen Goodman 외 1인
- Belly Talkers - Sandra Luckow
- 셀룰로이드 클로지트 - 롭 엡스타인
- Cutting Loose - Susan Todd 외 1인
- Fire on the Mountain - Beth Gage 외 1인
- Halving the Bones - Ruth Ozeki Lounsbury
- Hype! - 더그 프레이
- Jane: An Abortion Service - Kate Kirtz 외 1인
- Leap of Faith, A - Jenifer McShane 외 1인
- My Knees Were Jumping: Remembering the Kindertransports - Melissa Hacker
- Paradise Lost: The Child Murders at Robin Hood Hills - 조 벨링거 외 1인
- 신서틱 프레저 - 이아라 리
- Tender Fictions - 바바라 해머
- 우리가 왕들이었을 때 - 레온 게스트

### 각본상(미국 드라마)
- 빅 나이트 - 캠벨 스코트 수상

### 심사위원특별상(미국 드라마)
- 러브 인 메이드 - 호르헤 가게로 수상

### 심사위원특별상(월드시네마 드라마틱)
- 나만의 숲 - 마렌 아데 외 1인 수상

### 심사위원특별상(월드시네마 다큐멘터리)
- 벽 - 시몬느 비톤 수상
- 리브레이스 오브 바그다드 - 숀 맥앨리스터 수상

### 심사위원특별상-앙상블연기
- 스몰 도메인 - 브리타 소그렌 수상

### 관객상 - 단편
- 스핏파이어 그릴 - 리 데이빗 즐로토프 수상
- 아메리칸 익스피어런스 - 트러블썸 크릭 - 진 조던 수상

### 알프레드 P. 슬로안 상
- 그리즐리 맨 - 베르너 헤어조크 수상

### 필름메이커 트로피
- 걸스 타운 - 짐 맥케이 수상
- 커팅 루즈 - 앤드류 영 수상

### 촬영상
- 컬러 오브 어 브리스크 앤 리핑 데이 - 로브 스위니 수상
- 커팅 루즈 - 앤드류 영 수상

### 표현의자유상
- 셀룰로이드 클로지트 - 롭 엡스타인 수상

### 라틴아메리카영화대상
- 마다가스카 - 페르난도 페레즈 수상

### 라틴아메리카영화특별언급
- 야생마(영어판) - 마르셀로 피네이로 수상
- 관타나메라 - 후안 카를로스 타비오 외 1인 수상

### 단편영화특별언급
- 드라이 마운트 - Nichol Simmons 수상
- 돼지! - 프랜신 맥도갤 수상

### NHK상
- 엔드 오브 더 월드 - Catalin Mitulescu 수상
- THE MINDER - 로드리고 모레노 수상
- VIRTUAL LOVE - Richard Press 수상
- YOMOYAMA BLUES - Mipo Oh 수상